# Comité de liaison de la majorité présidentielle
Het Comité de Liaison de la Majorité Présidentielle, ook: Comité de la Majorité Présidentielle en Comité de la Majorité, Nederlands: Comité voor de Presidentiële Meerderheid, was een comité in Frankrijk, dat in 2008 door de toen zittende president Nicolas Sarkozy in het leven werd geroepen om de politieke partijen te coördineren, die zijn beleid steunden.

## Oprichting
Nicolas Sarkozy kondigde op 9 april 2008, na de gemeentelijke en kantonnale verkiezingen de oprichting van een comité aan met als doel de samenwerking tussen de partijen die zijn beleid steunden te intensiveren en in de toekomst de partijen voor te bereiden op verkiezingen. De leiding van het comité zou in handen moeten komen van de leiders van de partijen van de zogenaamde "presidentiële meerderheid," de partijen die Sarkozy een meerderheid hadden gegeven in het Franse parlement. Het Comité de Liaison de la Majorité Présidentielle werd op 30 juni 2009 opgericht door premier François Fillon. De zittingen van het comité worden voortgezeten door Jean-Claude Gaudin, lid van het bestuur van de Union pour un Mouvement Populaire UMP.
De belangrijkste taak was de voorbereiding van de diverse partijen voor de regionale verkiezingen van 2010. Er is over activiteiten daarna niets bekend.

## Partijen aangesloten bij het Comité
De Union pour un Mouvement Populaire UMP, toen de grootste partij in zowel de Assemblée nationale en de Senaat, de partij van president Sarkozy, was de belangrijkste partij binnen het Comité. Andere partijen die lid waren:
aan de UMP gelieerde partijen
- Parti Radical Valoisien, Radicale Partij Valoisien
- Parti Chrétien-Démocrate, Christendemocratische Partij
- Les Progressistes, De Progressieven
- Le Chêne, wetenschappelijk bureau

met de UMP verbonden partijen
- Nouveau Centre, Nieuw Centrum
- Gauche Moderne, Modern Links
- Chasse - Pêche - Natur - Traditions, Jagen, Vissen, Natuur, Tradties
- Rassemblement pour la France, Groepering voor Frankrijk

UMP en gelieerde partijen:
Union pour un mouvement populaire (UMP) · Parti chrétien-démocrate (PCD) · Parti Radical (PR) · Les Progressistes
Partijen onafhankelijk van de UMP:
Chasse, Pêche, Natur et Traditions (CPNT) · La Gauche moderne (LGM) · Mouvement pour la France (MPF) · Les Centristes (LC)